# Hugh L. White
Hugh Lawson White, född 19 augusti 1881 i Pike County, Mississippi, död 20 september 1965 i McComb, Mississippi, var en amerikansk politiker (demokrat). Han var Mississippis guvernör 1936–1940 och 1952–1956.
White studerade vid University of Mississippi. Han var en förmögen industriman. Efter en mandatperiod som guvernör kunde han inte kandidera till omval på grund av att det stod i Mississippis konstitution att guvernören inte kunde inneha ämbetet i två mandatperioder i rad.
White var guvernör på nytt under 1950-talet. Rasfrågan var allra hetast i Mississippi. White ville behålla de segregerade skolorna och han föreslog till svarta ledare att svarta lärarlöner skulle höjas till samma nivå som de vita och skolbyggnaderna skulle vara på samma nivå i svarta som i vita skolor. På det sättet skulle doktrinen separate but equal innebära att raserna hålls åtskilda men utbildningen strävar till jämlikhet. Förslaget kom sent och i praktiken hade rassegregationen inneburit sämre förhållanden för de svarta. De svarta ledarna förkastade Whites förslag och USA:s högsta domstol i sitt domslut Brown mot skolstyrelsen kom fram till att segregationen av skolväsendet strider mot grundlagen.
George W. Lee, en afroamerikansk präst och medborgarrättsaktivist, mördades 7 maj 1955. White vägrade att beordra en mordutredning. Mordet på fjortonåringen Emmett Till 28 augusti 1955 ytterligare försämrade Mississippis rykte som delstat.
Whites grav finns på Hollywood Cemetery i McComb. Hugh White State Park har fått sitt namn efter Hugh L. White.